# إينيس مالجيتشي
إينيس مالجيتشي (بالسويدية: Enis Majlici)‏ (5 أبريل 1994 بالسويد - ) هو لاعب كرة قدم سويدي في مركز الوسط. لعب مع غايس غوتنبرغ.

## روابط خارجية
- إينيس مالجيتشي على موقع قاعدة بيانات كرة القدم.إي يو (الإنجليزية)
- إينيس مالجيتشي على موقع Soccerway.com (الإنجليزية)